# Dibothriocéphalose
 Mise en garde médicale
La dibothriocéphalose ou diphyllobothriose (anciennement bothriocéphalose) est un téniasis dû à différentes espèces de cestodes de grande taille. L'espèce la plus commune chez l'homme est Dibothriocephalus latus, plus connue sous le nom générique de « ténia du poisson » ou de « grand ténia des poissons ». D. latus est le plus long des ténias chez l'humain ; il mesure en moyenne 2 à 8 mètres de long, et exceptionnellement jusqu'à 20 m. Chez les adultes, les proglottides sont habituellement relativement longs (d’où le nom de grand ténia). Comme chez tous les cestodes de l’ordre des pseudophyllides, les pores génitaux s'ouvrent au milieu du ventre. Les adultes peuvent pondre jusqu'à un million d'œufs par jour. Quelques espèces restées dans le genre Diphyllobothrium, comme Diphyllobothrium hians ou Diphyllobothrium cameroni, affectent très occasionnellement les humains.
Le terme de « bothriocéphalose » ne doit pas être utilisé pour la maladie humaine puisque les Bothriocephalus sont des parasites proches génétiquement des Diphyllobothrium mais qui ne parasitent pas l'homme. Ils sont exclusivement trouvés dans l'intestin de poissons d'eau douce (notamment carpes). Le terme de « diphyllobothriose » est lui aussi à abandonner puisque le genre Dibothriocephalus est ressuscité depuis 2017 et inclut les parasites les plus communs pour l'humain, dont Dibothriocephalus latus mais aussi Dibothriocephalus dendriticus et Dibothriocephalus nihonkaiensis. D. latus est très proche au point de vue morphologique des autres membres de la famille des Diphyllobothriidae, mais peut parfois être distingué par l’hôte. Quatorze espèces de cette famille sont répertoriées pour être capables d’infecter les humains, notamment Dibothriocephalus dendriticus (le ténia du saumon), qui a une zone d’endémie beaucoup plus étendue (la totalité de l'hémisphère nord). D. latus est originaire de Scandinavie, de Russie occidentale, et de la Baltique, bien qu'il soit maintenant également présent en Amérique du Nord, particulièrement sur la cote Pacifique au nord-ouest. Au Japon, la plus répandue des espèces infestantes est Dibothriocephalus nihonkaiensis, qui n'a été identifiée comme étant une espèce distincte de D. latus qu'en 1989. Plusieurs autres espèces de Diphyllobothriidae ont été répertoriées susceptibles d’infecter les humains, mais avec une fréquence moindre : parmi elles sont citées Dibothriocephalus cordatus, Dibothriocephalus ursi, Dibothriocephalus dalliae, Adenocephalus pacificus, Diphyllobothrium lanceolatum, et Diphyllobothrium stemmacephalum (parfois mentionné dans la littérature sous le nom Diphyllobothrium yonagoense désormais synonymisé).

## Cycle parasitaire

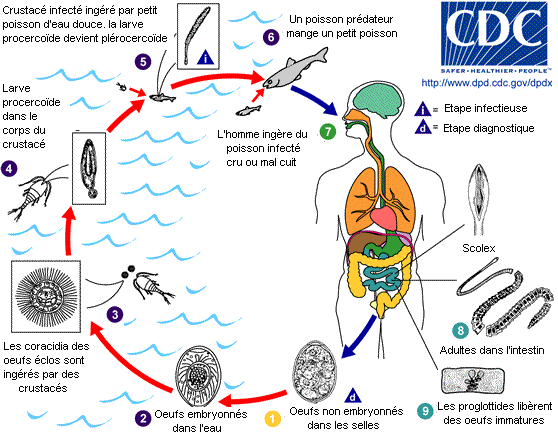
cycle parasitaire de D. latum.
Cliquer sur l'image pour l'agrandir.

Les ténias adultes peuvent infecter les humains, les canidés, les félins, les ours, les pinnipèdes, et les mustélidés, cependant la réalité des cas enregistrés chez certaines des espèces non humaines est contestée. Des œufs non embryonnés sont éliminés dans les selles du mammifère hôte (hôte définitif, où les vers se reproduisent). Dans des conditions appropriées, les œufs ou oncosphère deviennent matures (en 18 à 20 jours approximativement) et dans l’eau se transforment en coracidium (embryon cilié nageur). Après l'ingestion par un crustacé d'eau douce comme un cyclops (le premier hôte intermédiaire) le coracidium devient une larve procercoïde (d’aspect vermiforme). Après l'ingestion du crustacé par un deuxième hôte intermédiaire, en général un vairon ou un autre petit poisson d'eau douce, les larves de procercoïdes sont libérées du crustacé et migrent dans la chair du poisson où elles se transforment en larves plérocercoïdes. Les larves plérocercoïdes constituent l'étape contagieuse pour l’hôte définitif (humains y compris).
Puisque les humains ne mangent généralement pas de vairons insuffisamment cuits et d’autres petits poissons d'eau douce, ceux-ci ne représentent pas une source importante d'infection. Néanmoins, ces deuxièmes hôtes intermédiaires de petite taille peuvent être mangés par de plus grandes espèces prédatrices, par exemple, la truite, la perche, et le brochet. Dans ce cas, les larves peuvent migrer vers les muscles des poissons prédateurs plus grands et les mammifères peuvent contracter la maladie en mangeant ces poissons infectés hôtes intermédiaires ultimes, crus ou pas assez cuits. Après l'ingestion des poissons infectés, les larves plérocercoïdes se transforment en adultes immatures puis en ténias adultes mûrs qui résideront dans l’intestin grêle. Les adultes se fixent à la muqueuse intestinale au moyen de deux crochets bilatéraux (bothries) de leur scolex. Les adultes peuvent atteindre plus de 10 mètres (jusqu'à 30 m) de long pour certaines espèces telles que  D.latum, avec plus de 3 000 proglottides. Des œufs immatures sont évacués des proglottides (jusqu'à 1 000 000 œufs par jour et par ver) et sont éliminés dans les selles. Les œufs apparaissent dans les selles 5 à 6 semaines après le début de l’infection. Le ténia peut vivre jusqu'à 20 ans. Les larves survivent à la mort du poisson et sont détruites par une température supérieure à 50 °C.
La meilleure manière pour les humains d’éviter l'infection est de ne pas manger les poissons insuffisamment cuits. En outre, parce que les selles humaines sont un important vecteur pour la propagation des œufs, un traitement approprié des eaux d'égout peut réduire l'infection des poissons et ainsi des humains.

## Distribution géographique
La bothriocéphalose se propage dans les zones où la présence de lacs et de fleuves est associée à des habitudes de consommation humaine de poissons d'eau douce crus ou insuffisamment cuits. De tels secteurs se retrouvent dans hémisphère nord (l’Europe, les états nouvellement indépendants de l'ex Union Soviétique, l’Amérique du Nord, l’Asie), l’Ouganda et le Chili.

## Caractéristiques cliniques
En l’absence de traitement, la bothriocéphalose peut se prolonger pendant des décennies. La plupart des infections sont asymptomatiques. Les manifestations peuvent comprendre des douleurs abdominales, de la diarrhée, des vomissements et une perte de poids. Il peut se produire une carence en vitamine B12 avec pour conséquence une anémie pernicieuse, mais l’infection par  D. latum  peut persister pendant plusieurs décennies sans provoquer d’anémie, probablement en raison d'une amélioration de la nutrition. Dans un essai, presque la moitié de la vitamine ingérée a été absorbée par D.latum chez des patients auparavant en bonne santé, alors que le taux d’absorption par le ver était de 80 à 100 % chez des patients présentant une anémie. Il est impossible de savoir pourquoi une anémie se produit dans certains cas seulement et pas dans d'autres cas. Les infections massives peuvent avoir comme conséquence une occlusion intestinale. La migration des proglottides peut provoquer une cholécystite ou une angiocholite.
Dans les cultures où les femmes préparent des plats traditionnels tels que le gefilte fish, elles sont davantage infectées que les hommes, car elles goûtent le poisson émincé avant de le faire cuire.

## Diagnostic
L'identification microscopique des œufs dans les selles est la base du diagnostic spécifique. Les œufs sont habituellement nombreux et peuvent être découverts sans avoir besoin de techniques de concentration. L'examen des proglottides éliminés dans les selles a également une valeur diagnostique.
Outil diagnostique : microscopie et comparaison morphologique avec d'autres parasites intestinaux.
Bien qu'il soit difficile d'identifier les œufs ou les proglottides jusqu’au niveau de l’espèce, la distinction a peu d'importance médicale puisque, comme la plupart des ténias adulte dans l'intestin, tous les membres de ce genre répondent aux mêmes médicaments.

## Traitement
Le  praziquantel est la molécule principalement utilisée en l'absence de contre-indication, le plus souvent à la dose de 10 mg/kg en prise unique. Une autre possibilité est la niclosamide à la dose unique de 2 gr pour les adultes et de 1gr pour les enfants de plus de six ans,.
Le retrait sous coloscopie est possible mais nécessite le retrait complet du ver (y compris le scolex) pour que le traitement soit efficace
Des cas anecdotiques de guérison ont été rapportés après administration d'un produit de contraste iodé la gastrografine susceptible d'éliminer un ver adulte vivant dans les selles,, mais ce n'est pas un traitement de choix à cause de son coût et de sa lourdeur en technique (fluoroscopie). 

## Prévention
Éviter l'ingestion des poissons d'eau douce crus. Une cuisson suffisante ou la congélation des poissons d'eau douce tuera les larves de ténia de poissons enkystées dans la chair.